# Elias
Elias er et drengenavn, der stammer fra hebraisk og betyder "Jahve er min Gud". Navnet har i en periode været næsten forsvundet som fornavn i Danmark, men det er begyndt at blive populært igen. Mindre anvendte varianter er Elis og Elia. Ifølge Danmarks Statistik bærer omkring 1.500 danskere et af disse navne.
Navnet forekommer også som efternavn.

## Kendte personer med navnet
- Elias, bibelsk profet.
- Elias Bredsdorff, dansk forfatter og litteraturhistoriker.
- Elias Canetti, bulgarskfødt, tysksproget forfatter og modtager af Nobelprisen i litteratur.
- Elias James Corey, amerikansk kemiker og modtager af Nobelprisen i kemi.
- Walter Elias Disney, amerikansk tegnefilmskaber (kendt som Walt Disney).
- Matthias Heinrich Elias Eddelien, dansk kunstmaler.
- Elias Ehlers, dansk stand-up-komiker.
- Elia Kazan, amerikansk filminstruktør og manuskriptforfatter.

## Navnet anvendt i fiktion
- Elias er titlen på et oratorium af Felix Mendelssohn.

## Andre anvendelser
- Elias Sogn, beliggende i København, med Eliaskirken.
- Elia (skulptur) af Ingvar Cronhammar beliggende i Herning.